# AZ Tower
La AZ Tower (o Torre AZ) è un grattacielo di Brno, nella Repubblica Ceca, che misura in altezza 111 m e si estende su una superficie di 17.000 m². Attualmente è l'edificio più alto del paese.
Progettato dal collettivo Architektonická kancelář Burian-Křivinka e ultimato tra fine marzo e inizio aprile 2013 dopo circa due anni di lavori, il grattacielo ospita uffici, abitazioni e attività commerciali.
L'edificio è stato costruito seguendo tecnologie ecocompatibili in modo da ridurre il suo impatto sull'ambiente.
Prima che l'AZ Tower fosse costruito il grattacielo più alto di Brno era la Spielberk Tower B.